# 愛國裁判
愛國裁判，泛指在公開的運動比賽中，無視比賽規則，偏袒與裁判相同國籍的選手的不公正裁判。

## 範例
- 選手明顯違規，卻判贏。
  1. 跆拳道比賽，攻擊頸部；例如：香港東亞運跆拳道項目中華台北選手曾敬翔對韓國選手宋智勳（裁判明顯違法偏袒：韓國選手宋智勳；詳見東亞運男子跆拳道比賽爭議）。[1]
  2. 足球比賽，非守門員卻以手將足球撥進；例如：1986年世界盃足球賽八強阿根廷對英格蘭（裁判明顯違法偏袒：阿根廷選手迪亞哥·馬拉度納；詳見上帝之手）。
- 裁判偷加比賽時間，企圖協助反敗為勝。
  1. 籃球比賽，例如：釜山東亞運籃球項目中華台北代表隊對韓國代表隊（裁判明顯違法偏袒：韓國代表隊）。
  2. 圍棋比賽，例如：第29屆LG杯世界棋王賽中國圍棋選手柯潔對韓國圍棋選手卞相壹（裁判明顯違法偏袒：韓國選手卞相壹；詳見第29屆LG杯世界棋王賽決賽爭議）

## 外部連結
- 英国的爱国裁判[永久]